# Blaise-sous-Arzillières
Blaise-sous-Arzillières é uma comuna francesa na região administrativa do Grande Leste, no departamento de Marne. Estende-se por uma área de 6.89 km², e possui 336 habitantes, segundo o censo de 2018, com uma densidade de 49 hab/km².